# Hana Jarošová
Hana Jarošová, coniugata Doušová (Turnov, 5 marzo 1949 – 15 settembre 2023), è stata una cestista cecoslovacca.
Era la moglie di Zdeněk Douša.

## Carriera
Con la Cecoslovacchia disputò i Giochi olimpici di Montréal 1976, due edizioni dei Campionati mondiali (1971, 1975) e quattro dei Campionati europei (1968, 1972, 1974, 1976).